# Igbo-Ukwu
Igbo-Ukwu (en igbo: gran igbo) es una localidad del estado nigeriano de Anambra, en la región sureste del país.
Es conocida por contar con tres sitios arqueológicos, donde las excavaciones han encontrado artefactos de bronce de una cultura que lo trabajó de un modo altamente sofisticado, quizá entre los siglos IX y X, siglos antes de otros bronces conocidos de la región. Entre los objetos se ha encontrado joyería, cerámica, un cadáver adornado con lo que parece ser una regalia, y muchos objetos formados por bronce, cobre y hierro. 
Estos lugares arqueológicos del sur de Nigeria están asociados con los Nri-Igbo.